# Michael Viktořík
Michael Viktořík (* 2. prosince 1965 Praha; známý též pod pseudonymem Vrtulník Michael V. – tato přezdívka odvozena od jeho obdivu k vrtulníkům) je český DJ a hudebník, od roku 1989 působící ve skupině J.A.R.
Jako moderátor moderuje ranní show Rádia Color, dříve působil na Rádiu Hey, moderoval hitparádu Eso a vlastní show Runway párty. Od roku 2023 spolupracuje s televizí A11, kde uvádí Michael V. Show.Jeho Pořad Viktory Show od července 2025 běží na Tv Barrandov.

## Biografie

### Začátek
Michael prožíval mládí v éře komunismu. V té době absolvoval základní vojenskou službu, kde ladil rakouská rádia a tak se blíže seznámil s hudebním směrem rap, kterému "přišel na chuť", a který v té době byl pro českého posluchače takřka neznámý. Také je mistrem rapu ČSSR, z roku 1989. Díky tomu se stal jakousi tehdejší celebritou a měl tu "čest" vystupovat jako host v tehdejších pořadech pro mladé, např. TKM (televizní klub mladých).

### DJ na diskotékách
Před a krátce po Sametové revoluci působil mimo jiné v klubu "U Holubů" na pražském Smíchově a ve slavné pražské diskotéce "Srdíčka" u nádraží Praha střed. Dne 17. listopadu 1989 v klubu "U Holubů" dělal první živé vystoupeni s Romanem Holým a tehdy vznikla skupina J.A.R. Poté vystupoval jako DJ již pouze minimálně kvůli časové absenci a také proto, že prý podle svých slov je „drahej DJ“.

### J.A.R.
Je zakládajícím členem skupiny J.A.R. (1989), se kterou vydal sedm alb, v roce 1999 VHS k 10. výročí "V deseti letí desetiletím" a v roce 2009 DVD k 20 letům existence skupiny, které obsahuje záznam z narozeninového koncertu ze 17. listopadu 2008 v pražské Lucerně, rozsáhlý dokument o kapele, všechny videoklipy a fotogalerii.
Natočil a vydal tehdy několik rapových singlů. V roce 1999 složil rap a rapoval v písničce Leony Machálkové "Lásko má, já stůňu".

### DJ na Radiu Golem
Od září 1991 do června 1995 působil jako DJ pražského (chodovského) Radia Golem 90,3 FM, kde měl hlavní vysílací čas plus hitparádu posluchačů Golemiádu, a hitparádu DJů Golemstar, na které se podíleli i jeho kolegové (Milan Kroužil, Patrik Rokl, Jirka Počta, Luděk Formánek, Michal Jirák atd.). A jelikož v té době nebyly mobilní telefony ani e-mail, tak se volalo na pevnou linku ( tehdejší číslo do radia Golem bylo 7950976), nebo posílaly dopisy a korespondenční lístky, které s oblibou Michael četl. Tyto hitparády byly takřka v jeho režii a u posluchačů měly slušný ohlas, stejně jako jeho moderování. Ve středu uváděl Hodinku rapu, kde představoval a hrál na tehdejší dobu top kapely, které na jiných radiích nebyly příliš hojné, kupříkladu N.W.A (Niggaz Wit Attitudes), Public Enemy, The 2 Live Crew, Eric B. & Rakim, Leaders Of The New School, Dereck B. a mnoho dalších, ale i skladby J.A.R.. Zvláště skladba J.A.R.R.A.P. měla zajímavý ohlas, pro svůj na tehdejší dobu necenzurovaný obsah interpretovaný právě "Michaelem V." V pátek uváděl Hodinku techna, kde opět zářily výkvěty technoscény jako Interactive, HolyNoise, Mysteria, Novak.S, Eskimos&Egypt, Rotterdam Termination Source, atd. Dále na radiu Golem měla slušný úspěch i taneční scéna Eurodance, namátkou E-Rotic, Maxx, Dr. Alban, Double Vision, The KLF, Culture Beat atd. Ovšem, jak on sám říká - tyto "tralalandy" moc nemusí. Podílel se také na scénáři, režii a vedl rozhovory s nejrůznějšími hosty, rovněž představoval a uváděl začínající umělce za přispění jejich nahrávek. Zajímavé byly i konce vysílání, neboť radio Golem končilo striktně ve 22 hodin, ale když tam byl Michal, zvláště pátky a soboty vždy o kus "přetáhl". Zajímavé ještě bylo, když četl dopisy čtenářů, hlavně z řad fanynek, jak dojemně citoval: "Michale máme tě rády a jsi prostě nejlepší".
Radio Golem vysílalo v letech 1991-1996, poté zaniklo z důvodu, že v Radě pro televizní a rozhlasové vysílání obdrželo menšinu hlasů. Tehdy se nechal jeden z DJů slyšet, že prý se nehledělo na "sledovanost", ale byl tam prý jiný důvod.

### DJ na jiných rádiích
Od února 1994 uváděl s kolegou Pavlem Řebíčkem hitparády vysílané v té době téměř celoplošně většími regionálními rádii: "Malibu Dance Chart Top 20" (výroba na Radiu Golem, později Bonton), "Becherovka 15 Dance" (výroba na Radiu Bonton, později Zlatá Praha) a "Paegas Twist Top 10" (výroba na Radiu Zlatá Praha), kde na konci února 2002 přesně po 8 letech zanikla. Na Zlaté Praze měl mimo jiné pořad s DJem Luďkem Formánkem "Díky Bohu je pátek", mezi další pořady patřily např.: "Horečka páteční noci". Další rádia, kde působil: Radio City, Radio DeeJay, krátce Expresradio a Radio Hey! V současnosti vysílá na Color Music Radiu a Hey Radiu.

### V televizi
V televizi měl tyto pořady:
- "O 106" ČT 10.1992-10.1993, za přispění Jiřího Korna a jeho ženy Kačenky. Podílel se na scénáři.
- "Klipy Klepy" TV Nova 02.1994-06.1994, což byla sobotní obdoba nedělního pořadu Eso Terezy Pergnerové, který však po necelém půl roce skončil z důvodu, jak říká sám "Michael V.", "Eso jim stačilo". Podílel se též na scénáři.
- "Runway party" Premiéra TV 05.1996-02.1997, byl to hudební pořad pro teenagery a obsahoval spoustu hraných anekdot s jeho typickým humorem. Jenže pořad neměl opět dlouhého trvání z důvodu došlé stížnosti na Radu pro televizní a rozhlasové vysílání jednoho mistra z bývalého ČKD za přispění podpisů svých učňů, že podle něj a podle dále podepsaných učňů jde o pořad nevhodný pro dospívající mládež, který bude mít negativní vliv na její výchovu. Rada rozhodla, že je nutností pořad změnit, takže byl zrušen.

V návaznosti na tento pořad "Runway party",byly později vydány dvě videokazety "Runway Video" (1997) a "Runway Špeky" (1998) a DVD "Boží Show" (2002).
Kolem roku 1995 několikrát i zastupoval Terezu Pergnerovou v televizní hitparádě Eso TV Nova.
V roce 2006 a 2007 vystupoval v pořadu ČT "Horečka páteční noci" a sitcomu "Klubíkovi", pro který psal i scénář.
Od roku 2023 působil v televizi A11 jako moderátor a dramaturg pořadu Dobrý večer s A11, v roce 2024 zde taktéž moderuje zábavný pořad Michael V. Show.

Jeho Pořad Viktory Show od července 2025 se vysílá i na Televizi Barrandov, jednalo se o starší díly z doby covidu.

### Na internetu
Na internetových televizích měl show o novinkách ve světě filmu "MuviBox" (2008) , "The Comedy Horror Picture Show" (2009) a talk show "Viktory Show" (2019).

### Ve filmu
Podílel se i na natočení tří filmů, v roce 1988 Čekání na Patrika, režie : Petr Tuček. Byla to celkem malá a nevýznamná role, celkem se objevil na 7 sekund, a jako DJ řekl : " A víte co přátelé, já mám nápad. Uděláme si přestávku."
Dále v roce 1999 snímek Eliška má ráda divočinu (režie: Otakáro Maria Schmidt). Opět další malá a nevýznamná role hráče na klávesové nástroje v kapele Daniela Nekonečného, mihl se zde cca v pěti záběrech a pronesl jednu kratší větu "Neurvi si strunu".
Potom v roce 2002 snímek Brak (režie: Karel Spěváček). Zde ztvárnil již podstatně větší roli, syna mafiánského bose Miroslava Moravce a "uklízeče" Iggyho (paroduje zde "uklízeče" z filmu Pulp Fiction). V tomto snímku dostal již větší prostor k interpretování svého typického humoru, protože do role byl autory přímo vybrán po zhlédnutí jeho nahrávek Runway Party.
Ještě na stránkách ČT je uváděn jeden film - GENius, krátký hraný film z roku 2003, kde se měl podílet na scénáři, produkci a režii.

## Televizní aktivita
- O 106 ČT 1992-1993 (scénář a moderování)
- Klipy Klepy TV Nova 1994 (scénář a moderování)
- Runway party Prima TV 1996-1997 (moderování, herec , scénář + pomocná režie)
- Eso TV Nova 1995 (moderování)
- Horečka páteční noci ČT 2006-2007 (moderování)
- Klubíkovi ČT 2006-2007 (herec) 2023-25 A11 Michael V Show a Dobrý Večer s A11  2025 Barrandov Viktory Show

## Internetová aktivita
- MuviBox 2008 (moderování)
- The Comedy Horror Picture Show 2009 (moderování)
- Viktory Show 2019 (moderování)

## Filmová aktivita
- Čekání na Patrika 1988 role : DJ
- Eliška má ráda divočinu 1999 role : varhaník
- Brak 2002 role : Iggy

## Divadelní aktivita
- Květ radosti a štěstí - multimediální představení 1986 (režie a scénář)

## Video a DVD
- Runway video - videoskeče 1997 (pomocná režie, scénář, role, moderace)
- Runway špeky 98 - videoskeče 1998 (pomocná režie, scénář, role, moderace)
- Boží show - videoskeče 2005 (režie, scénář, role, moderace)

## Diskografie s J.A.R.
- 1992 Frtka (Monitor)
- 1994 Mydli-to! (BMG)
- 1997 Mein Kampfunk (Bonton)
- 1999 Homo Fonkianz (Sony Music/Bonton/Columbia)
- 1999 V deseti letí desetiletím – VHS video (Sony Music/Bonton/Columbia)
- 2000 Ťo ti ťo jemixes (Sony Music/Bonton/Columbia)
- 2000 Frtka/Mydli-to! (Sony Music/Bonton/Columbia) – reedice, 2 CD
- 2002 Nervák (Sony Music/Bonton/Columbia)
- 2006 Armáda špásu (Sony BMG/Columbia)
- 2009 DVD & CD (1989-2009) (Sony BMG/Columbia)
- 2011 Dlouhohrající děcka (Sony BMG/Columbia)
- 2017 Eskalace dobra (Warner Music)
- 2019 Eskalace bobra (Warner Music)
- 2023 Jesus Kristus Neexistus? (Warner Music)

## Diskografie ostatní
- Parma Brothers – London/Prague Disco : skladba B4 - Všechno Je Jinak 1991
- Michael V. And M.M. Little/Rave Model – Sponzor House/Mastroianni 1992